# Cyphostemma trachyphyllum
Cyphostemma trachyphyllum är en vinväxtart som först beskrevs av Erich Werdermann, och fick sitt nu gällande namn av Descoings och Wild & R. B. Drumm.. Cyphostemma trachyphyllum ingår i släktet Cyphostemma och familjen vinväxter. Inga underarter finns listade i Catalogue of Life.